# 巴納特保加利亞人
巴納特保加利亞人是指居住在橫跨羅馬尼亞和塞爾維亞的巴納特地區的保加利亞人，大多信仰天主教。巴納特保加利亞人雖然在文化上受到很強中歐的影響，但仍然認為自己是保加利亞人。據羅馬尼亞的人口普查，羅馬尼亞有6,488名巴納特保加利亞人。據2002年塞爾維亞人口普查，塞爾維亞伏伊伏丁那自治省有1658名巴納特保加利亞人。